# 陳一新 (1950年)
陳一新（1950年2月5日—2022年12月31日），臺灣政治學學者與政治人物，出生於香港，曾代表新黨出任立法委員，淡江大學外交與國際關係學系榮譽教授。

## 生平
陳一新大學時讀過多所學校，從中國文化大學英文系，插班到輔仁大學哲學系，再轉到淡江大學法文系，並接著就讀淡江大學第一屆的美國研究所。獲得碩士學位後，赴美留學九年。
1986年於美國哥倫比亞大學取得政治學博士後，即返臺於淡江大學美國研究所擔任副教授，並於1995年升任教授。其研究專長領域為國際關係理論、美國政府、美國外交政策、決策理論與國際政治經濟學。
1996年至1999年，接受新黨徵召擔任不分區立委，歷任外交委員會召委與國防委員會召委。2005年亦曾擔任國民大會不分區任務型代表。
卸任立委後，陳一新返回淡江美國研究所任教，並於2000年至2004年間擔任所長。
於美東時間2022年12月31日晚上8點50分（台灣時間2023年1月1日早上9點50分）過世，享壽72歲。

## 争议事件
2010年駕車撞傷女教師遭台北地方法院判刑三個月。

## 著述
- 《斷交後的中美關係》（台北市：五南，1995年）。
- 〈美中台三邊關係研究之回顧與展望〉，何思因、吳玉山主編，《邁入二十一世紀之交的政治學》，政治學報特輯（中國政治學會），Vol.31，December 2000，315-357。
- 〈從軟硬權力對比看中美在東南亞的競逐〉，宋鎮照主編，《變遷中的東南亞政治：制度菁英與政策的磨合》（台北市：五南，2007年）ISBN 9789571150888
- 〈入聯公投將把台灣帶到哪裡？〉，王緝思主編，《中國國際戰略評論》，2008年（總第一期）（北京市：北京大學，中國國際戰略研究中心，2008年）
- 〈美國對兩岸外交休兵的看法與反應〉，林碧炤主編，《兩岸外交休兵新思維》（台北市：遠景基金會，2008年）
- 〈兩岸外交休兵的美國因素〉，國防戰略摘要，第三卷、第三期，2008年。
- 〈美中台三邊關係研究之回顧與前瞻〉，吳玉山、林繼文、冷則剛主編，《政治學的回顧與前瞻》（第九章） （台北市：五南，2013年），197-218。
- 〈從安全困境下的合作理論看新亞太體系下的台美中關係〉，裘兆琳主編，《中美關係專題研究：2009-2011》（台北：中央研究院歐美研究所，2014年），79-103。

## 外部連結
- 陳一新個人網頁 （页面存档备份，存于）
- 淡江大學介紹 （页面存档备份，存于）